# Municipio de Spencer (Dakota del Norte)
El municipio de Spencer (en inglés: Spencer Township) es un municipio ubicado en el condado de Ward en el estado estadounidense de Dakota del Norte. En el año 2010 tenía una población de 47 habitantes y una densidad poblacional de 0,5 personas por km².

## Geografía
El municipio de Spencer se encuentra ubicado en las coordenadas 48°34′57″N 102°9′29″O / 48.58250, -102.15806. Según la Oficina del Censo de los Estados Unidos, el municipio tiene una superficie total de 93.1 km², de la cual 90,56 km² corresponden a tierra firme y (2,72 %) 2,54 km² es agua.

## Demografía
Según el censo de 2010, había 47 personas residiendo en el municipio de Spencer. La densidad de población era de 0,5 hab./km². De los 47 habitantes, el municipio de Spencer estaba compuesto por el 87,23 % blancos y el 12,77 % eran de una mezcla de razas. Del total de la población el 14,89 % eran hispanos o latinos de cualquier raza.